# Д’Арриго, Анджело
А́нджело д’Арри́го (итал. Angelo d'Arrigo; 3 апреля 1961, Катания — 26 марта 2006, Комизо) — итальянский авиа-спортсмен-новатор, пилот-дельтапланерист, обладатель нескольких мировых рекордов; орнитолог, широко известный своими совместными полётами со стаями перелётных птиц.

## Ранняя биография
Анджело д’Арриго родился 3 апреля 1961 года в городе Катания (Сицилия). Закончил Парижский университет спорта и посвятил свою жизнь экстремальным видам спорта. Занимался скалолазанием, был инструктором по парапланеризму, дельтапланеризму и лыжному спорту.
Вырос в Париже, но затем переехал на Сицилию, где руководил лётной школой и откуда организовывал свои лётные экспедиции.
Неоднократный победитель международных соревнований по полётам на сверхлёгких моторных аппаратах.
Закончив спортивные выступления, занимался изучением поведения перелётных птиц, летая вместе с ними.
Свой жизненный путь он описал в книге, изданной в 2008 году на русском языке издательством «Гималайя».

## Проект «Полёт надежды»
В 2001 году д’Арриго впервые в истории дельтапланеризма пересёк Сахару и Средиземное море вместе с мигрирующими орлами. Этот опыт привлёк внимание учёных, и д’Арриго был приглашён в проект «Полёт надежды», организованный специалистами из России (ВНИИ охраны природы, Окский заповедник) и США (Международный фонд охраны журавлей). Целью его являлось интродуцирование в дикую природу выведенных в неволе птенцов стерха — редкого вида птиц, находящегося под угрозой исчезновения. Д’Арриго на своём дельтаплане по проложенному маршруту вёл за собой стаю стершат. Полёт проходил летом 2002 года по территории Тюменской области: от посёлка Кушеват на Ямале до Белозёрского заказника в Армизонском районе.

## Экспедиции в Гималаи и Анды
24 мая 2004 года д’Арриго пролетел над Эверестом, на высоте 9000 метров. Впервые человек поднялся на дельтаплане над самой высокой горой мира. Здесь же, в Гималаях он выпустил в дикую природу птенца орла. В декабре 2005 — январе 2006 д’Арриго совершил экспедицию в Анды. Он долго тренировался на Сицилии вместе с выращиваемыми им птенцами кондора, которых он назвал Инка и Майя, и разработал специальный тип дельтаплана, имитирующий крыло кондора. 31 декабря 2005 года он пролетел над горой Аконкагуа. Во время полёта он не пользовался кислородным снаряжением[уточнить], зато практиковал технику дыхания йогов, которую он апробировал при подготовке в Медицинском Центре Военно-воздушных сил Италии. 6 января 2006 года он совершил полёт над вулканом Тупунгато. Полёт прошёл на высоте 9100 метров, так был поставлен новый мировой рекорд.
Д’Арриго планировал пролететь над пиком Винсон в Антарктиде и выпустить своих кондоров в дикую природу в Перу, но эти планы не были реализованы из-за его гибели.

## Гибель
26 марта 2006 года во время авиашоу на базе ВВС в Комизо (Италия) он отправился в полет в качестве пассажира на двухместном легкомоторном самолёте Sky Arrow 650 TNT, которым управлял его друг, бывший пилот F-104 итальянских ВВС, генерал в отставке Джулио Де Маркис. В 11:30 самолёт с высоты 200 метров упал в оливковую рощу, оба пилота погибли на месте. У д’Арриго остались жена Лаура Манкузо (итал. Laura Mancuso), два сына и дочь.

## Достижения

### Международные соревнования по полётам на сверхлёгких моторных аппаратах
- 1 место, Ралли Марокко, Марракеш, 1990 г.
- 1 место, Ралли Фараонов, Каир, 1990 г.
- 1 место, Чемпионат Франции FAI, Париж, 1990 г.
- 1 место, Ралли по Советскому Союзу, Киев, 1990 г.
- 1 место, Международные соревнования Бассано FAI, Бассано, 1990 г.
- 2 место, Чемпионат Мира FAI, Будапешт, 1990 г.
- 1 место, Кубок Мира, 1990 г.
- 1 место, Чемпионат Франции FAI, Париж, 1991 г.
- 2 место, Чемпионат Европы FAI, Дунакеши, 1991 г.
- 2 место, Международные соревнования Бассано FAI, Бассано, 1992 г.
- 1 место, Предчемпионат Мира по гидросамолётам, Гваделупа, 1992 г.

### Мировые достижения
- 1991 г. — Первый перелёт через Сахару, одиночный полёт на мотодельтаплане, Каир — Касабланка, 1200 км.
- 1991 г. — Первый перелёт через Средиземное море, одиночный полёт на мотодельтаплане, Катания — Каир, 1830 км.
- 2001 г. — Первый перелёт через Сахару, в свободном одиночном полёте, 615 км.
- 2001 г. — Первый перелёт через Средиземное море, в свободном одиночном полёте, 170 км.
- 2004 г. — Первый перелёт через Сибирь, в свободном полёте, 5300 км.
- 2004 г. — Первый перелёт через Эверест, в свободном полёте.

### Мировые рекорды
- 1991 г. — Мировой рекорд в беспосадочном маршрутном полёте на мотодельтаплане, 1830 км.
- 1994 г. — Мировой рекорд набора высоты на дельтаплане для приводнения, 6500 км.
- 1995 г. — Мировой рекорд набора высоты на мотодельтаплане, 9100 м.
- 2000 г. — Мировой рекорд в свободном полёте над Этной, 6480 м.
- 2004 г. — Мировой рекорд набора высоты в свободном полёте над районом Юра, 7010 м.
- 2004 г. — Мировой рекорд набора высоты в буксировочном полёте над Терминилло[англ.], 7814 м.

### Награды
- Приз «Сент-Экзюпери», Франция, 1992 г.
- Международный приз «Fair Play Mecenate», Ареццо, 2002 г.
- Приз Фабер «Testimoni dello Spazio», Рим, 2002 г.
- Приз Фаусто Копи «Bici d’Oro», Нови-Лигуре, 2003 г.
- Международный приз за охрану окружающей среды «Luigiano d’Oro», Терме-Луиджане, 2003 г.
- Приз «Ara di Glove», Педара, 2004 г.
- Международный приз «Centauro d’Argentino», Бельпассо, 2004 г.
- Приз «Arte in Volo», Бриндизи, 2004 г.
- Explorer National Award, США, 2005 г.